# Lloydia triflora
Lloydia triflora là một loài thực vật có hoa trong họ Liliaceae. Loài này được (Ledeb.) Baker miêu tả khoa học đầu tiên năm 1874.